# Božena Benešová
Božena Benešová, de soltera Zapletalová (Nový Jičín, 30 de noviembre de 1873-Praga, 8 de abril de 1936) fue una narradora y poetisa checa que publicó en el primer tercio del siglo XX.

## Vida
La madre de Božena, Berta, procedía del área de Frenštát (Moravia). Era hija de Valentin Kostelník, quien fue empresario y promotor del renacimiento nacional de allí. Construyó una planta de tejidos y llegó a ser el primer alcalde checo de la ciudad.
El padre de Božena, Roman, procedía de Haná (Moravia). Era hijo de un famoso constructor en noroeste de Moravia. Roman Zapletal estudió derecho y trabajó como abogado en Nový Jičín. Allí también se trasladó con su esposa Berta y tuvieron dos hijas:  María, que murió pronto y Božena.
Cuando Božena tenía 3 años, toda la familia se trasladó a un pueblo que se llamaba Napajedla. Allí Božena pasó toda su infancia y juventud. Tenía 10 hermanos, pero solo 6 de ellos sobrevivieron hasta la edad adulta.
En Napajdela Božena hizo la escuela primaria, donde era una estudiante excelente. Luego fue a la escuela alemana en Olomouc. Ella deseaba continuar en sus estudios, pero no encontró el apoyo y la compresión de sus padres. Entonces estudió por sí misma. Aprendió alemán y francés y luego tradujo de estos idiomas.

## Relación con la familia y el hogar
La familia de Božena no gozaba de una buena situación económica. Aunque el padre era abogado, fue un gran trabajo alimentar a una familia tan numerosa. Sin embargo, Božena recuerda idílicamente su hogar y su infancia, todos estaban unidos por un amor mutuo.
Pero Božena no tuvo una relación idílica con sus padres, porque no le importaban las cosas que eran una prioridad para otras niñas de su edad. No le importaba casarse, así que ella trató de escapar del mundo de la pequeña ciudad y de sus conceptos sobre la vida de una niña y una mujer. Y eso era lo que acongojó a sus padres.
La relación con el padre a veces fue una fuente de conflictos. El conflicto entre padre e hija los describió en algunos de sus cuentos. Tampoco la relación con su madre fue perfecta. Ella trató de llevar a Božena a ser una esposa modelo y a cuidar a la familia. Pero Božena, sobre todo, quería liberarse de las convenciones de los pueblos pequeños. Ella no quería vivir como su madre. Anhelaba tener una educación y se rebeló contra todos y contra todo. Ella quería que sus padres lo entendieran.
 Aunque Božena vivía en un ambiente lleno de gente, rodeada de hermanos y amigos, se sentía sola. Casi no tenía a nadie que la apoyara y la entendiera en su crecimiento espiritual. Por otro lado, no podía renunciar a su familia.

## Marido e hijo
El 13 de abril de 1896 Božena se casó con Josef Beneš, quien también procedía de Napajedla. Estudió Medicina en Praga, vivía una vida bohemia y en su alrededor había gente conocida como por ejemplo el poeta Josef Svatopluk Machar. Božena esperaba entrar en esta compañía, pero Josef, después de casarse, se convirtió en un empleado ordenado y dejó sus hábitos bohemios.
 A pesar de que se trasladaron a Praga, el matrimonio finalmente fracasó. Tuvieron solo un hijo, Roman. Este fue llamado a la guerra de donde regresó como legionario italiano. Empezó a estudiar Medicina, pero nunca terminó. También la guerra le marcó mal a Roman, le cambió.

## Obra

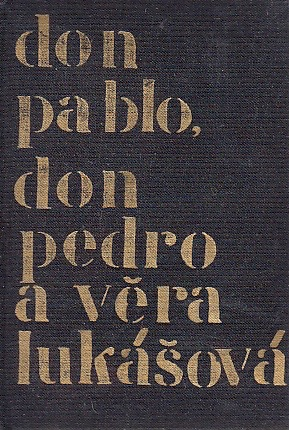
Don Pablo, Don Pedro y Věra Lukášová (1936)

Los comienzos de su obra literaria fueron difíciles porque no podía publicar nada. Todo le era devuelto sin imprimir. Empezó a escribir poesía, luego intentó escribir obras de teatro, pero al final prevaleció la prosa, especialmente los cuentos.

### Poesía
- Verše věrné i proradné (1909)

### Drama
- Jasnovidka
- Zlatá ovce
- Hořký přípitek

### Novela
- Člověk
- Úder
- Podzemní plameny
- Tragická duha

### Cuentos
- Nedobytá vítězství
- Myšky
- Kruté mládí
- Tiché dívky
- Tři povídky
- Oblouzení
- Není člověku dovoleno
- Rouhači a oblouzení
- Don Pablo, Don Pedro a Věra Lukášová